# Agrotis justifica
Agrotis justifica är en fjärilsart som beskrevs av Corti 1932. Agrotis justifica ingår i släktet Agrotis och familjen nattflyn. Inga underarter finns listade i Catalogue of Life.